# So Barn
So Barn, o també Aubarn (en francès Le Bar-sur-Loup) és un municipi francès situat al departament dels Alps Marítims i a la regió de Provença – Alps – Costa Blava.

## Demografia
| 1962                                       | 1968  | 1975  | 1982  | 1990  | 1999  | 2006  |
| ------------------------------------------ | ----- | ----- | ----- | ----- | ----- | ----- |
| 1.501                                      | 1.647 | 1.691 | 2.043 | 2.465 | 2.543 | 2.726 |
| Des de 1962: població sense dobles comptes |       |       |       |       |       |       |

## Administració
| Període   | Identitat        | Partit        |
| --------- | ---------------- | ------------- |
| 1989-2001 | Pierre Rossignol |               |
| 2001-2008 | Bernard Arcioni  | Divers droite |
| 2008-     | Richard Ribéro   | Divers gauche |

## Agermanaments
- Yorktown (Virgínia)